# 塩川郵便局
塩川郵便局（しおかわゆうびんきょく） 
- 福島県喜多方市にある郵便局。本記事で記述する。
- 長野県上田市にある郵便局。局番号は11390。

塩川郵便局（しおかわゆうびんきょく）は、福島県喜多方市にある郵便局。民営化前の分類では集配特定郵便局であった。

## 概要
住所：〒969-3599 福島県喜多方市塩川町岡ノ前235-2

## 沿革
- 1872年（明治5年）旧8月 - 塩川郵便取扱所として開設[1]。
- 1875年（明治8年）1月1日 - 塩川郵便局（五等）となる。
- 1885年（明治18年）10月1日 - 貯金取扱を開始。
- 1890年（明治23年）7月16日 - 為替取扱を開始。
- 1899年（明治32年）12月11日 - 塩川郵便電信局となる。
- 1903年（明治36年）4月1日 - 通信官署官制の施行に伴い塩川郵便局となる。
- 1967年（昭和42年）10月16日 - 会知郵便局および笈川郵便局[2]から、和文電報配達事務を移管[3]。
- 1971年（昭和46年）9月22日 - 電話交換業務を喜多方電報電話局に、和文電報配達業務を同局および坂下電報電話局にそれぞれ移管。
- 1972年（昭和47年）2月21日 - 耶麻郡塩川町新町から同町岡ノ前に移転。
- 2007年（平成19年）10月1日 - 民営化に伴い、併設された郵便事業喜多方支店塩川集配センターに一部業務を移管。
- 2012年（平成24年）10月1日 - 日本郵便株式会社発足に伴い、郵便事業喜多方支店塩川集配センターを塩川郵便局に統合。

## 取扱内容
- 郵便、印紙、ゆうパック、内容証明
- 貯金、為替、振替、振込、国際送金、国債
- 生命保険、バイク自賠責保険
- ゆうちょ銀行ATM
- 喜多方市内の一部地域（旧耶麻郡塩川町域）の集配業務

## 周辺
- 喜多方市役所 塩川総合支所（旧・塩川町役場）
- 喜多方市立塩川小学校
- 喜多方市立塩川中学校
- 国道121号
- 大塩川
- 姥堂川

## アクセス
- JR磐越西線 塩川駅から北東へ約300m（徒歩約6分）
- 会津バス 塩川グリーンプラザ前停留所下車
- 磐越自動車道 会津若松ICから北へ約9km
- 駐車場あり：4台